# Велики пожар у Истанбулу (1660)
Велики пожар у Истанбулу избио је 24. јула 1660. и трајао је нешто више од два дана. Уништио многе квартове у граду. Две трећине Константинопоља (данас Истанбул ) је уништено. Хроничар Абди-паша је проценио да је пожар уништио 280.000 кућа и да је горео око четрдесет девет сати.
Током реконструкције града Османлије су спровели политику без преседана у погледу хришћанских и јеврејских богомоља. У претходним периодима обнова цркава и синагога била је дозвољена, али после овог пожара то није био случај.

## Избијање пожара
У Цариграду је 24. јула 1660. године избио велики пожар који је уништио две трећине града. Савременици су писали су да је ватра захватила хиљаде домова. Пожар је почео западно од четврти Еминони и уништио густо насељене квартове са старим дрвеним кућама. Абди-паша пише да је ватра „промарширала градом попут инвазионе војске“. Тада је процењено да је у пожару уништено 280.000 домова и изгубљено 40.000 живота. Ватра је тада уништила седам синагога и најмање 25 цркава.

## Последице
Царске џамије у Османском царству означавале су границе османске територије и подржавале политичке и хегемонистичке интересе.
Након пожара у граду је почела велика обнова и реконструкција, која је укључивала и наставак изградње Нове џамије. Изградња ове џамије започета је у периоду када је валиде султанија била султанија Сафије, мајка Мехмеда III, али је пројекат напуштен након њене смрти. Изградња темеља започета је на земљишту које је одузето немуслиманском становништву у четврти Еминони у Цариграду, али су они по престанку изградње почели да се враћају. Царска породица је остала незаинтересована за завршетак Нове џамије све док пожар 1660. није уништио читаво подручје између квартова Јеникапи и Еминони, после чега је немуслиманско становништво поново лишено својих имања. Исте године по налогу тадашње валиде султаније Турхан Хатиџе, мајке султана Мехмеда IV у оквиру комплекса Нове џамије, на месту старе венецијанске пијаце почиње изградња Египатског базара.
Када је влада почела да обнавља град, проглашена је забрана реконструкције цркава и синагога. Млади велики везир Фазил Ахмед-паша Ћурпилић позвао је у Цариград кадизаделског проповедника Вани-Мехмед Ефендију. Кадизадели (тур. Kadızadeliler) је био фундаменталистички верски покрет у Османском царству који је следио Кадизаде Мехмеда (1582-1635), исламског проповедника препорода. По његовом савету, султан је забранио конзумацију дувана, кафе и алкохола и инсистирао на стриктној примени исламског закона. Уништавао је суфијске гробнице и прогнао или погубио суфијске вође.
Вани-Мехмед је тврдио да је уништавање јеврејске имовине у Великом пожару „знак божје воље” и подржао је закон који им забрањује повратак Јевреја у то подручје. Фазил Ахмед-паша је конфисковао све парцеле на којима су се налазиле синагоге и продао их на аукцији. Немуслиманима је било забрањено да лицитирају. Султанија Турхан Хатиџе је спонзорисала изградњу Нове џамије. Џамија је отворена 1665. године и Вани-Мехмед Ефендија је постао њен први проповедник.
За разлику од Јевреја, хришћанима је касније било дозвољено да откупе земљу на којој су биле цркве и да их поново изграде. Обновљене цркве су званично биле заведене као стамбене зграде.